# Hemliga begär
Hemliga begär är en sydkoreansk film från 2003 i regi av Je-yong Lee.

## Rollista (i urval)
- Mi-suk Lee - Madam Jo
- Do-yeon Jeon - Suk
- Yong-jun Bae - Jo-won
- Hyeon-jae Jo - Kwon In-ho
- So-yeon Lee - So-ok